# 次氟酸五氟化硫
次氟酸五氟化硫是一种化学式为 SOF6的气体。

## 制备
SOF6 可以由氟化亚砜和氟气在 200 °C 下反应而成，由二氟化银催化。
SOF2 + 2F2 → SOF6（和一些 SOF4）

## 反应
SOF6 + 2I− + H2O → SO2F2 + I2 + 2HF + 2F−
和氢氧化物反应：
2SOF6 + 12OH− → O2 + 10F− + 5H2O + 2SO3F−
次氟酸五氟化硫会和烯烃加成，其中的 -OSF5 加到一个碳原子上，而 -F 则加到另一个碳原子。
C2H4 + SOF6 → FH2CCH2OSF5.
C2F4 + SOF6 → CF3CF2OSF5（产物沸点 15℃）
SOF6 + ClCH=CH2 → FClCH-CH2-O-SF5
SOF6 + FCH=CH2 → F2CH-CH2-O-SF5
SOF6 + F2C=CH2 → F3CH-CH2-O-SF5
SOF6 + SOF4 → SF6、SOF4、五氟化硫过氧化五氟化硫 F5SOOSF5和五氟化硫氧化五氟化硫 F5SOSF5的混合物
次氟酸五氟化硫热分解成氧气和六氟化硫。
2SOF6 → 2SF6 + O2.
一些 SOF6的反应会氟化其它分子。
SOF6 + CO → F2CO + SOF4.
SOF6 + F2CO → SF5OOCF3
SOF6 + SO3 → F5SOOSO2F
SOF6 + N2F4 → F5SONF2
3SOF6 + Br2 → 2BrF3 + 3SOF4
5SOF6 + I2 → 2IF5 + 5SOF4
PF3 + SOF6 → PF5 + SOF4
NO2 + SOF6 → 2NO2F